# 98e division d'infanterie (États-Unis)
Pour les articles homonymes, voir 98e division d'infanterie.
La 98e division d'infanterie (98th Infantry Division, surnommée Iroquois) est une division de l'US Army créée lors des derniers mois de la Première Guerre mondiale et participant à la Seconde Guerre mondiale, sans pour autant être engagée sur le champ de bataille. L'unité est désormais une formation chargée de l'entraînement au sein de l'Armée de réserve des États-Unis, appelée officiellement 98th Training Division. La mission principale de l'unité est de mener l'entraînement initial des nouveaux soldats. Elle est l'une des trois divisions chargées de l'entraînement subordonnées au 108th Training Command. 
Après sa création en 1918, la 98e division est plusieurs fois activée et désactivée, servant d'unité de formation et de combat, subissant d'importantes réorganisations, tant dans ses structures que dans ses missions. Toutefois, depuis 1959, la 98th Training Division devient une unité de l'Armée de réserve américaine dont la mission première est l'entraînement des soldats. Anciennement positionnée à Rochester (New York), elle entretient d'importants liens avec l'État de New York et avec la Nouvelle-Angleterre en général. Toutefois, en 2012, elle déménage à Fort Benning, en Géorgie. 